# MOUSE (漫畫)
《MOUSE》是由赤堀悟擔任原作、板場廣志負責作画的日本漫画作品。在白泉社漫畫雜誌《Young Animal》1999年No.23到2004年No.18進行連載。单行本全14卷。2003年改編成电视动画。

## 劇情簡介
无音宙太是在东京都世田谷区的山之上学园美术院系的学生，但大家不知道宙太就是大盗「鼠」。而「鼠」的对手是犯罪组织圣保护秘密教会。

## 登場人物

### 主要人物
無音 宙太（むおん そらた）
本作的主人公。
桃园梅依（桃园明）/桃園 メイ（ももぞの メイ）
本作的女主角。
栗林 弥生（くりばやし やよい）
柿生 葉月（かきお はづき）

## 用語
山之上學園
120年前在東京都世田谷區創辦的學校施設。小學到大學各機關皆有。學生數約3萬人。另外宙太達於高中內就讀。實際上這裡是MOUSE的秘密基地。
聖保護秘密教會
通稱：4S。ONE所屬的組織。

## 出版書籍
| 卷數 | 白泉社         | 白泉社             | 長鴻出版社     | 長鴻出版社           |
| 卷數 | 發售日期       | ISBN               | 發售日期       | EAN                  |
| ---- | -------------- | ------------------ | -------------- | -------------------- |
| 1    | 2000年4月1日   | ISBN 4-59-213361-7 | 2002年4月17日  | EAN 471-0765-16444-7 |
| 2    | 2000年8月1日   | ISBN 4-59-213362-5 | 2002年4月19日  | EAN 471-0765-16460-7 |
| 3    | 2000年11月1日  | ISBN 4-59-213363-3 | 2002年10月16日 | EAN 471-0765-16991-6 |
| 4    | 2001年4月1日   | ISBN 4-59-213364-1 | 2002年11月20日 | EAN 471-0765-17104-9 |
| 5    | 2001年8月1日   | ISBN 4-59-213365-X | 2004年6月24日  | EAN 471-0765-17399-9 |
| 6    | 2002年1月1日   | ISBN 4-59-213366-8 | 2004年9月17日  | EAN 471-0765-18741-5 |
| 7    | 2002年5月29日  | ISBN 4-59-213367-6 | 停止出版       | 停止出版             |
| 8    | 2002年9月27日  | ISBN 4-59-213368-4 | 停止出版       | 停止出版             |
| 9    | 2003年1月29日  | ISBN 4-59-213369-2 | 停止出版       | 停止出版             |
| 10   | 2003年4月28日  | ISBN 4-59-213370-6 | 停止出版       | 停止出版             |
| 11   | 2003年9月29日  | ISBN 4-59-213881-3 | 停止出版       | 停止出版             |
| 12   | 2004年2月27日  | ISBN 4-59-213882-1 | 停止出版       | 停止出版             |
| 13   | 2004年6月29日  | ISBN 4-59-213883-X | 停止出版       | 停止出版             |
| 14   | 2004年10月29日 | ISBN 4-59-213884-8 | 停止出版       | 停止出版             |

- 外傳《マウス〜幕末伝》 全1卷 （2005年12月20日發售、ISBN 4-592-13885-6）

## 電視動畫

### 配音員
- 無音宙太 - 山口勝平
- 桃園メイ - 井上喜久子
- 栗林弥生 - 福井裕佳梨
- 柿生葉月 - 中原麻衣
- 月岡マチコ - 佐伯智
- 雪野詩 - 真田麻美
- 花村美麗 - 守屋良美
- 鬼塚平太郎 - 長嶝高士
- 南雅俊 - 有馬克明
- ワン - 松山鷹志
- 桃園冬春 - 池田勝

### 製作人員
- 監督 - 山口頼房
- 系列構成 - 川崎裕之
- 人物設計、機械設計 - 村田俊治
- 美術 - 梶原芳郎
- 美術設定 - 中村嘉博
- 色彩設計 - 甲斐けいこ
- 攝影監督 - 塩見和欣
- 編輯 - 森田清次
- 音響監督 - 千葉繁
- 音樂 - 佐藤直紀
- 製作人 - 永田勝治、里見哲朗、友田亮
- 動畫製作 - STUDIO DEEN
- 動畫製作協力 - 雲雀工作室
- 製作 - MOUSE製作委員會（Media Factory、Broccoli、白泉社）

### 主題曲
片頭曲
作詞、作曲 - 桃井はるこ / 編曲 - 小池雅也 / 歌 - UNDER17
片尾曲
作詞、作曲 - 桃井はるこ / 編曲 - 小池雅也 / 歌 - UNDER17

### 各話列表
| 話數      | 標題 | 脚本     | 分鏡       | 演出          | 作画監督                          |
| --------- | ---- | -------- | ---------- | ------------- | --------------------------------- |
| Steal：01 |      | 川崎裕之 | 山口賴房   | 山元はじめ    | 堀越久美子 村田俊治（總作画監督） |
| Steal：02 |      | 川崎裕之 | 山口賴房   | 山元はじめ    | 堀越久美子 村田俊治（總作画監督） |
| Steal：03 |      | 川崎裕之 | 木村真一郎 | 清水明        | 田中三郎                          |
| Steal：04 |      | 川崎裕之 | 木村真一郎 | 清水明        | 田中三郎                          |
| Steal：05 |      | 川崎裕之 | 山口賴房   | 荒川真嗣      | 井口忠一                          |
| Steal：06 |      | 川崎裕之 | 山口賴房   | 荒川真嗣      | 井口忠一                          |
| Steal：07 |      | 高山克彥 | 桃瀬まりも | 清水明        | 田中三郎 つばたよしあき 清水博明  |
| Steal：08 |      | 高山克彥 | 桃瀬まりも | 清水明        | 田中三郎 関崎高明                 |
| Steal：09 |      | 川崎裕之 | 桃瀬まりも | 松園公        | 井口忠一                          |
| Steal：10 |      | 川崎裕之 | 桃瀬まりも | 松園公        | 井口忠一                          |
| Steal：11 |      | 川崎裕之 | 桃瀬まりも | 清水明 松園公 | 井口忠一                          |
| Steal：12 |      | 川崎裕之 | 山口賴房   | 鈴木芳成      | 竹上貴雄 井口忠一 清水博明        |

### 播放電視台
| 播放地區 | 播放電視台   | 播放日期               | 播放時間             | 聯播網    | 備註   |
| -------- | ------------ | ---------------------- | -------------------- | --------- | ------ |
| 千葉縣   | 千葉電視台   | 2003年1月5日 - 3月23日 | 星期日 24:30 - 24:45 | 独立UHF局 |        |
| 埼玉縣   | 埼玉電視台   | 2003年1月5日 - 3月23日 | 星期日 25:20 - 25:35 | 独立UHF局 |        |
| 神奈川縣 | 神奈川電視台 | 2003年1月8日 - 3月26日 | 星期三 24:15 - 24:30 | 独立UHF局 |        |
| 三重縣   | 三重電視台   | 2003年1月9日 - 3月27日 | 星期四 25:00 - 25:15 | 独立UHF局 |        |
| 日本全域 | Kids Station | 2003年1月16日 - 4月3日 | 星期四 24:30 - 24:45 | CS放送    | 有重播 |

## 小說版
- 赤堀悟（原作）、板場廣志（插圖）、雜破 業（著）《マウス the novel》全1卷
  - 改編原作第3話、第4話及びメイ（第5話、第6話）、葉月（第18話、第19話、第20話）、弥生（第10話、第11話、第12話）。

| 冊數 | 富士見書房    | 富士見書房             |
| 冊數 | 發售日期      | ISBN                   |
| ---- | ------------- | ---------------------- |
| 全   | 2003年2月10日 | ISBN 978-4-82-917529-3 |

## 外部連結
- 漫画官方網站 - 閉鎖。（2009年12月12日的存檔）（日語）
- MOUSE（Media Factory特設網頁） （页面存档备份，存于）（日語）
- MOUSE（Kids Station特設網頁） - 閉鎖。（2011年9月17日的存檔））（日語）